# 南ダルフール州
南ダルフール州 （みなみダルフールしゅう、アラビア語: ولاية جنوب دارفور Wilāyat Ǧanūb Dārfūr、英語: South Darfur State）は、スーダン共和国のダルフール地方南部の州。
県都はニャラ。
面積は7.2万km2、2018年の人口は約377万人だった
2010年サヘル飢餓の影響を受けた。2012年1月10日に東ダルフール州、中部ダルフール州が分立し面積が縮小した。
Invisible Children, Inc.によると、南西部には神の抵抗軍(LRA)のジョゼフ・コニー(1962年～)が隠れている。

## 地理
北から時計回りに
- 北ダルフール州
- 東ダルフール州
- 南スーダン
- 中部ダルフール州

に接する。